# Tachina breviceps
Tachina breviceps là một loài ruồi trong họ Tachinidae.